# Unterseeboot 350
Le Unterseeboot 350 (ou U-350) est un sous-marin allemand (U-Boot) de type VII.C utilisé par la Kriegsmarine (marine de guerre allemande) pendant la Seconde Guerre mondiale.

## Construction
L'U-350 est un sous-marin océanique de type VII C. Construit dans les chantiers de Nordseewerke à Emden, la quille du U-350 est posée le 15 février 1943 et il est lancé le 17 août 1943. L'U-350 entre en service un mois et demi plus tard.

## Historique
Mis en service le 7 octobre 1943, l'Unterseeboot 350 sert de navire pour la formation des équipages à Gotenhafen au sein de la 22. Unterseebootsflottille jusqu'au 1er octobre 1943, puis l'U-350 intègre la 31. Unterseebootsflottille à Hambourg, toujours pour la formation des équipages.
L'Unterseeboot 350 n'a donc jamais effectué de patrouille, étant utilisé depuis sa mise en service comme navire école.
L'U-350 est coulé le 30 mars 1945 à Hambourg-Finkenwerder, à la position géographique de 53° 33′ N, 9° 57′ O
lors d'un raid aérien de l'USAAF.

## Affectations
- 22. Unterseebootsflottille à Gotenhafen du 7 octobre 1943 au 28 février 1945 (entrainement).
- 31. Unterseebootsflottille à Hambourg du 1er mars au 30 mars 1945 (entrainement).

## Commandements
- Oberleutnant zur See Erich Niester du 7 octobre 1943 au 30 mars 1945

## Patrouilles
L'U-350 n'a pas participé à des patrouilles pendant sa vie opérationnelle.

### Opérations Wolfpack
L'U-350 n'a pas opéré avec les Wolfpacks (meute de loups) durant sa carrière opérationnelle.

## Navires coulés
L'Unterseeboot 350 n'a ni coulé, ni endommagé de navire ennemi, n'ayant pas participé à des patrouilles.

### Source et bibliographie
- (en) Cet article est partiellement ou en totalité issu de l’article de Wikipédia en anglais intitulé « German submarine U-350 » (voir la liste des auteurs).
- Chris Bishop, historien militaire (trad. de l'anglais par Christian Muguet), Les sous-marins de la Kriegsmarine : 1939-1945 : le guide d'identification des sous-marins [« The spellmount submarine identification guide : Kriegsmarine U-boats 1939-1945 »], Paris, Éd. de Lodi, 2008, 192 p. (ISBN 978-2-84690-327-1, OCLC 470721805, BNF 41298980)